# Саратовский завод резиновых технических изделий
Саратовский завод резиновых технических изделий — завод по производству резиновых изделий, существовавший в Саратове с 1941 года. Предприятие было закрыто в 2000-х годах.

## История
Саратовский завод резиновых технических изделий Наркомата резиновой промышленности СССР возник осенью 1941 года на основании Постановления Государственного Комитета Обороны СССР от 11 июля 1941 года № ГКО-99-сс «Об эвакуации промышленных предприятий», предписывающего эвакуировать производство моноблоков Ленинградского завода резиновых технических изделий на расстояние более полутора тысяч километров в город Саратов (смотри «Список предприятий, подлежащих эвакуации», ЛИТЕР «А», № 33). Для запуска производства на новом месте, из Ленинграда в Саратов выехали инженерно-технические работники и бригады монтажников, а Народный комиссариат путей сообщения, в соответствии с Постановлением ГКО выделил 130 грузовых вагонов для этой эвакуации.

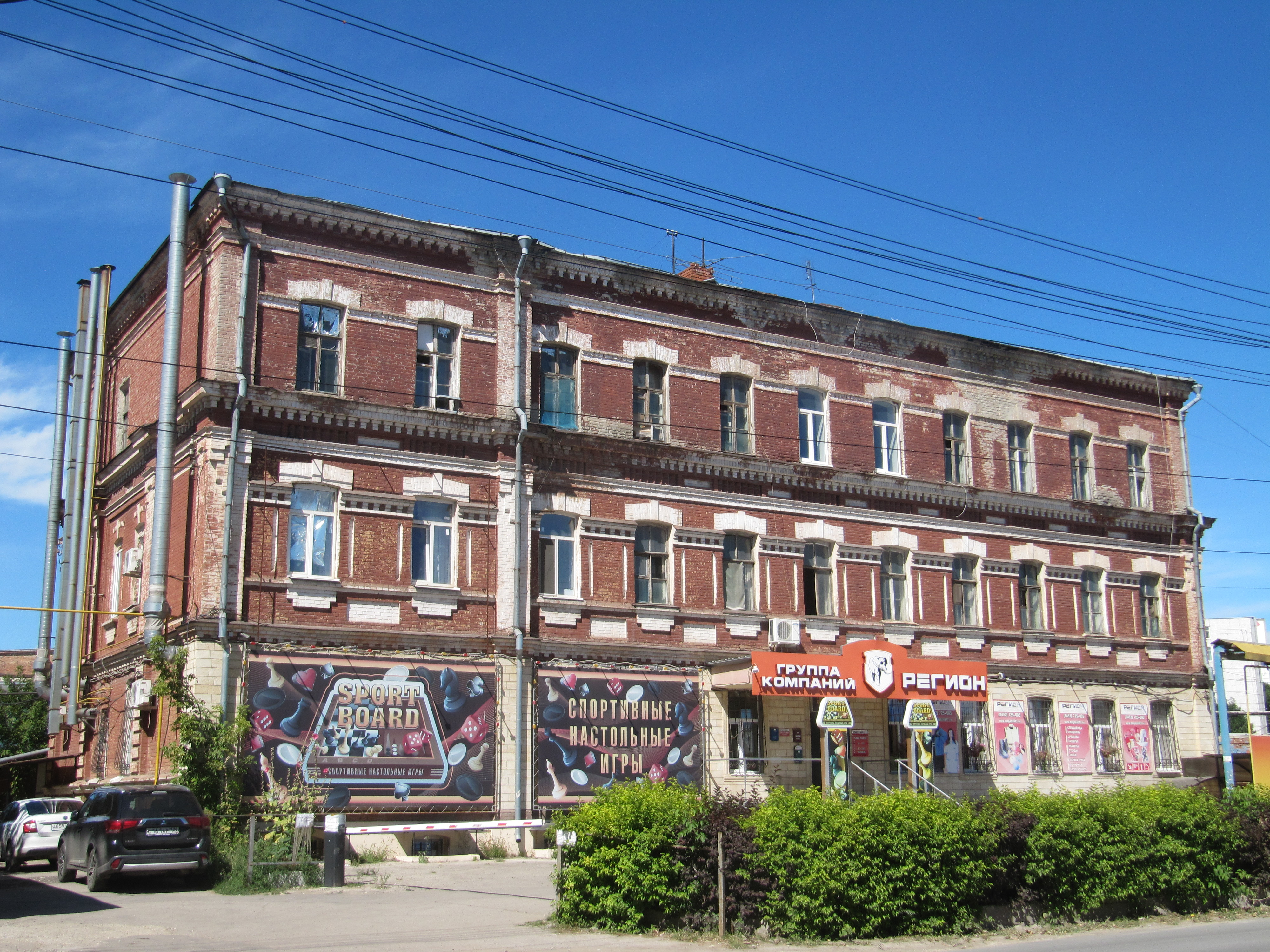
Университетская ул. 109, Саратов

Новое предприятие разместилось на наиболее подходящих площадках между улицами Крайней и 6-м Мурманским проездом и между улицами Большая Горная и Университетская на территории бывшего предприятия пищевой промышленности. Юридический адрес завода был привязан к дому № 109 по улице Университетской. Основной продукцией предприятия были эбонитовые моноблоки (баки) для электрических аккумуляторов различных размеров и электрических характеристик, устанавливаемых на подводных лодках и надводных кораблях ВМФ, на автобронетанковой технике, в узлах спецсвязи и на авиационных изделиях, а также диэлектрический эбонит в виде стержней различного диаметра и пластин для электротехнической промышленности и энергетики. Уже в конце первого года Великой Отечественной войны предприятие не только вышло на запланированные объёмы выпуска продукции оборонного назначения, но и существенно превысило их. Работа завода носила непрерывный безостановочный характер.
В послевоенные годы предприятие оставалось в числе лидеров отрасли, входя в состав Министерства химической и нефтеперерабатывающей промышленности СССР. В восьмидесятые годы двадцатого века на заводе также был освоен выпуск широкой гаммы товаров народного потребления из пластмасс. В составе предприятия функционировали Специальное конструкторско-технологическое бюро (руководитель Гузнищев В. П.) и Проектно-конструкторский отдел (руководитель Тирифман Д. Д.). В общей сложности на Саратовском заводе резиновых технических изделий работали более трёх тысяч человек. С историей завода тесно связаны имена его руководителей-талантливых организаторов производства Лаврищева Георгия Николаевича, Хлопова Валерия Дмитриевича и последнего директора завода периода советской эпохи Парадиза Александра Лазаревича.
Отметив своё пятидесятилетие, завод прекратил своё существование.
В декабре 2001 года общезаводское собрание работников «Саратоврезинотехника» приняло решение о банкротстве предприятия.